# 四方髪
四方髪（よもがみ）とは、忍者が用いる忍術の一つで、自分の身を守るために、複数の人物に化けること。忍者は老人や病人などの弱者に化けることも多かった。四方八方丸くおさめるために髪形をかえると言う意味でこの名がついたといわれている。